# 아미나타 사바도고
아미나타 사바도고(Aminata Savadogo, 1993년 1월 9일 ~ )는 라트비아의 가수, 작곡가이다. 부르키나파소와 러시아 혈통을 갖고 있다.